# 1297
1297 (MCCXCVII) е обикновена година, започваща във вторник според григорианския календар. Тя е 1297-ата година от новата ера и деветдесет и седмата от тринадесетия век.

## Събития
- 8 януари: Монако е превзето с преврат от група генуезци в изгнание, водени от гвелфа Франческо Грималди и неговия братовчед Раниери, господар на Кан сюр Мер. Като глава на семейството Раниери поема контрола над Монако. Това събитие е отбелязано в герба на Монако, на който са изобразени двамата братовчеди, въоръжени с мечове и държащи щит.[1]
- 4 април: Папа Бонифаций VIII обявява създаването на Сардинското и Корсиканското кралство и поверява управлението им на крал Хайме II Арагонски.
- 16 август: След смъртта на Йоан II Велики Комнин неговият син Алексий II става император и велик комнин на Трапезунд. Тъй като е още много млад, той е поставен под опеката на чичо си, византийския император Андроник II Палеолог.
- август – Едуард I прави неуспешен опит да превземе Фландрия.
- 20 август: В битката при Вьорне, французите, предвождани от Робер II от Артоа, печелят надмощие срещу фламандската армия, ръководена от Ги I.
- 11 септември: По време на Шотландските войни за независимост се провежда битка при моста Стърлинг. При нея шотландските войски, под ръководството на Андрю Морей и Уилям Уолъс, разгромяват англичаните, ръководени от Джон дьо Уорен.[2]
- 12 септември: Договорът от Алканисес между португалския крал Денис I и кастилския крал Фернандо IV определя границата между двете държави, която до голяма степен все още е валидна.
- Йохан I става бургграф на Нюрнберг.
- Луи IX е канонизиран за светец.
- Вацлав II официално е коронован за крал на Бохемия.
- Започва строителството на Палацо Публико в Сиена.
- В Златната орда започват военни сблъсъци между Ногай и Тохта. След поражението и смъртта на Ногай край рега Южен Буг две години по-късно единството е възстановено.

## Родени
- 25 март – Андроник III Палеолог, византийски император
- 14 август – Ханадзоно, японски император
- неизвестна дата – Абу-л-Хасан Али I, единадесети султан на Мароко
- неизвестна дата – Лудвиг, крал на Солунското кралство
- неизвестна дата – Ингеборг Ейриксдотир, норвежка принцеса
- неизвестна дата – Кестутис, велик литовски княз
- неизвестна дата – Шарл II д’Алансон, френски благородник и рицар
- неизвестна дата – Исабела Сабранска, испанска принцеса

## Починали
- 22 февруари – Маргарита Кортонска, католическа светица
- март – Йоан XI Век, константинополски патриарх

- 7 април – Зигфрид фон Вестербург, архиепископ на Кьолн
- 11 юни – Йегук, корейска принцеса и кралица-консорт
- 18 юни – Гута фон Хабсбург, кралица на Чехия и Полша
- 13 август – Гертруда Алтенбергска, католическа светица
- 16 август – Йоан II Велики Комнин, император на Трапезунд
- 19 август – Луи Тулузки, католически светец
- неизвестна дата – Никифор I Комнин, деспот на Емир